# Migas kochi
Migas kochi är en spindelart som beskrevs av Wilton 1968. Migas kochi ingår i släktet Migas och familjen Migidae. Inga underarter finns listade i Catalogue of Life.